# St. Peter (Gladbach)

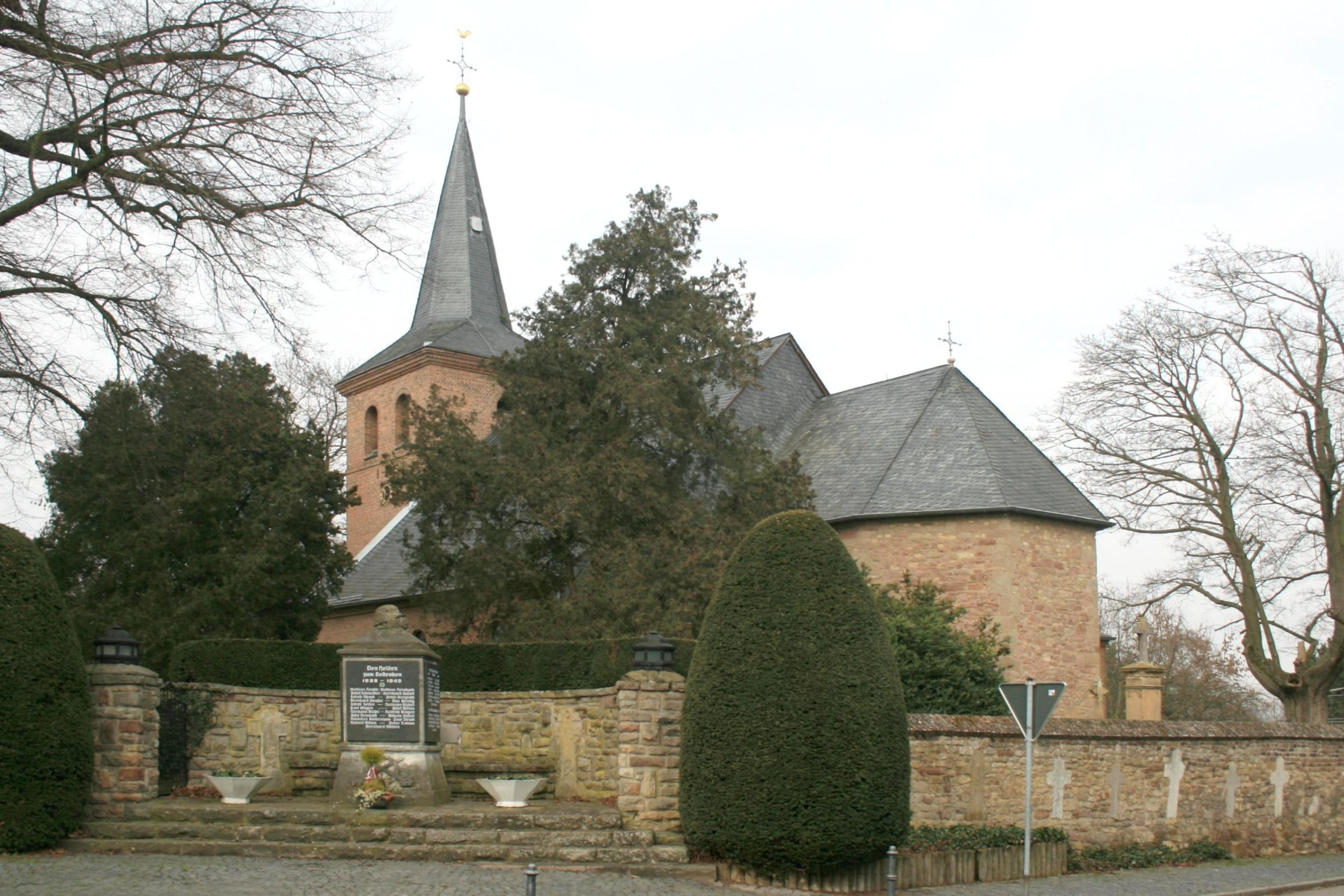
St. Peter in Gladbach

St. Peter ist eine römisch-katholische Filialkirche in Gladbach, einem Ortsteil von Vettweiß im Kreis Düren in Nordrhein-Westfalen. Sie ist unter Nummer Gla-9 in die Liste der Baudenkmäler in Vettweiß eingetragen.

## Geschichte und Architektur
Von dem zweischiffigen Vorgängerbau des 11/12. Jahrhunderts sind außen an der Sakristei zwei eingemauerte Gesimsstücke und innen die Schmiegensockel der südlichen Scheidbogenpfeiler im Westjoch erhalten.
Die unregelmäßig zweischiffige Hallenkirche aus Bruchstein wurde im 15/16. Jahrhundert auf einem ummauerten Friedhof errichtet. Der Chor schließt dreiseitig und die Sakristei steht im Winkel zwischen Chor und Südschiff. Der ursprünglich über dem Westjoch sitzende, gotische Turm wurde 1830 abgebrochen; ein Backsteinturm wurde dem Gebäude vorgesetzt und gleichzeitig wurde das Langhaus in Backstein ummantelt. Im Innenraum wurde ein Kreuzrippengewölbe eingezogen.
Seit der Fusion der ehemaligen Pfarreien St. Gereon, St. Jakobus der Ältere, St. Gangolf, St. Martin, St. Antonius, St. Johann Baptist, St. Mariä Himmelfahrt, St. Amandus und St. Peter zur Pfarrei St. Marien, Vettweiß ist St.Peter keine Pfarrkirche mehr.

## Ausstattung
- Die reiche Rokoko-Chorausstattung von 1741 umfasst das Chorgestühl und das Hochaltarretabel mit den Figuren der Heiligen Petrus, Rochus und Sebastian. Im Altarblatt wird die Muttergottes dargestellt, wie sie Simon Stock das Skapulier überreicht.
- Am nördlichen Chorgestühl befindet sich der Sitz für den Patronatsherren mit einem Allianzwappen der Familien Hatzfeld und Hillesheim.
- Die Seitenaltäre, die Kanzel und der Taufstein sind schlichtere Barockarbeiten.
- Auf dem nördlichen Seitenaltar steht eine Tongruppe der Heiligen Familie von J. J. Imhoff
- Unter den Holzskulpturen ist ein Missionskreuz des 18. Jahrhunderts mit einem Kruzifixus von der ersten Hälfte des 17. Jahrhunderts erwähnenswert.

## Pfarrer
Folgende Priester wirkten bis zur Auflösung der Pfarre als Pastor an St. Peter:
| von – bis | Name                |
| --------- | ------------------- |
| 1906–1938 | Josef Küster        |
| 1938–1960 | August Hamacher     |
| 1961–1976 | Matthias Junkers    |
| 1977–1977 | Heinrich Hastenrath |
| 1977–2001 | Josef Kahlert       |
| 2005–2010 | Gerd Kraus          |